# صينية تبتية بدائية
اللغة الصينية التبتية البدائية (PST) هي إعادة بناء لغوية للغات الصينية التبتية البدائية والسلف المشترك لجميع اللغات فيها، بما في ذلك اللغات الصينية، واللغات التبتية، واليي، والباي، والبورمية، والكارين، والتانغوت، والنجا. وقد ركز باول ك. بيندكت (1972) بشكل خاص على اللغة الصينية القديمة، والتبتية الكلاسيكية، والجينغفو، والبورمية المكتوبة، والغاروية، والميزو في مناقشته للغة الصينية التبتية البدائية.